# Willie Maley
Willie Maley né à Newry, en Irlande, le 25 avril 1868 et mort le 2 avril 1958 à Glasgow (Écosse) est un ancien joueur puis  entraîneur de football. Il est le premier entraîneur du Celtic FC entre 1897 et 1940 et l'un des entraîneurs les plus marquants du football écossais. Durant ses quarante ans passés au Celtic, il permet au club de Glasgow de remporter trente titres majeurs : 16 titres en championnat et 14 titres de coupe d'Écosse.

## Biographie

### Carrière de joueur
Lors d'une visite à Cathcart en décembre 1887, organisée pour recruter le frère de Willie, Tom Maley, au Celtic Football Club, les dirigeants du club rencontrent pour la première fois Willie et l'encouragent à rejoindre le club. En 1888, il est recruté par, l'encore balbutiant, Celtic et devient l'un des premiers milieux de terrain du club. Il joue un total de 75 matchs et marque deux buts avec le club de Glasgow. En 1896, il joue un match de Second Division avec Manchester City face à Loughborough. Grâce à ses origines écossaises (ses grands-parents sont écossais) et ses années vécues en Écosse depuis l'âge d'un an, Maley joue deux matchs pour l'équipe d'Écosse en 1893 face à l'Angleterre et l'Irlande. Maley joue également à deux reprises au sein de la Scottish Football League XI,.

## Représentation dans la musique
Sa carrière au Celtic Football Club est résumée dans la chanson Willie Maley, de David Cameron, l'une des chansons les plus populaires chez les supporters du club. La chanson reste toutefois méconnue jusqu'au jour où David Cameron présente la chanson à Charlie and the Bhoys, qui réécrit la chanson telle qu'elle est connue aujourd'hui.

## Palmarès d'entraîneur
En quarante-trois ans avec le Celtic Football Club, de 1897 à 1940, Willie Maley remporte un total de quarante-cinq titres dont trente titres majeurs : 16 titres en championnat et 14 titres de coupe d'Écosse. Le tableau ci-dessous résume l'ensemble des trophées gagnés avec le Celtic FC par Willie Maley : 
| Celtic Football Club - Scottish Premiership - Vainqueur (16) : 1897-1898, 1904-1905, 1905-1906, 1906-1907, 1907-1908, 1908-1909, 1909-1910, 1913-1914, 1914-1915, 1916-1917, 1917-1918, 1918-1919, 1921-1922, 1925-1926, 1935-1936 et 1937-1938 - Scottish Cup - Vainqueur (14) : 1898-1899, 1899-1900, 1903-1904, 1906-1907, 1907-1908, 1910-1911, 1911-1912, 1913-1914, 1922-1923, 1924-1925, 1926-1927, 1930-1931, 1932-1933 et 1936-1937 - Glasgow Cup - Vainqueur (14) : 1904-1905, 1905-1906, 1906-1907, 1907-1908, 1909-1910, 1915-1916, 1916-1917, 1919-1920, 1920-1921, 1926-1927, 1927-1928, 1928-1929, 1930-1931 et 1938-1939 - Empire Exhibition Trophy - Vainqueur (1) : 1938 |

## Distinctions personnelles
Le 15 novembre 2009, Willie Maley est intronisé au Scottish Football Hall of Fame.

## Statistiques d'entraîneur
| Équipe               | de         | à            | Statistiques | Statistiques | Statistiques | Statistiques | Statistiques |
| Équipe               | de         | à            | Matchs       | Victoires    | Nuls         | Défaites     | %Victoires   |
| -------------------- | ---------- | ------------ | ------------ | ------------ | ------------ | ------------ | ------------ |
| Celtic Football Club | avril 1897 | janvier 1940 | 1611         | 1039         | 314          | 258          | 64,49        |